# Kehrwiederturm (Hildesheim)

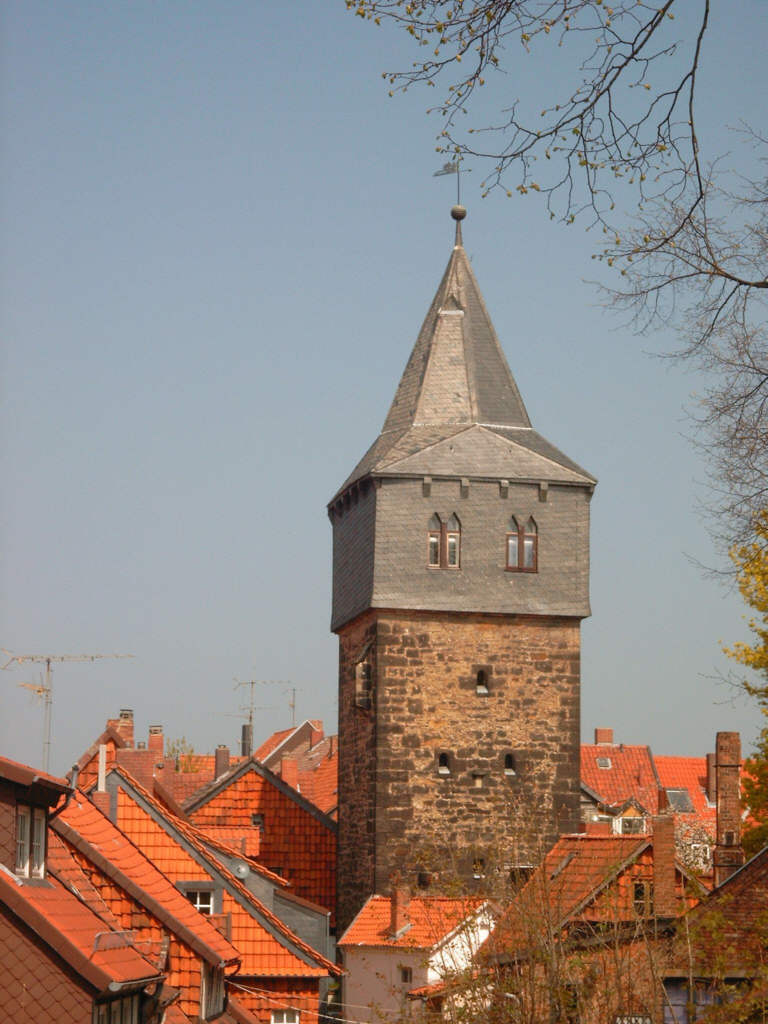
Kehrwiederturm vom Wall aus im Jahre 2004

Der Kehrwiederturm in der Hildesheimer Keßlerstraße ist der letzte erhaltene der ursprünglich vier Türme der Hildesheimer Stadtbefestigung.
Der aus Bruchsteinen erbaute Wehrturm hieß zunächst Honser Tor nach dem in der Nähe gelegenen Dorf Hohnsen. Der Sage nach verdankt er seinen jetzigen Namen dem Umstand, dass der Klang seines Geläuts einem adligen Fräulein, welches sich im angrenzenden Wald verirrt hatte, den Heimweg zeigte. Zu dem Zweck, den Bürgern, die sich außerhalb der Mauern aufhielten, heimzuläuten, war der Turm tatsächlich mit einer Glocke ausgestattet, die später in die nahe Lambertikirche überführt wurde. Der Name kann jedoch auch von der fast rechtwinkligen Kehre des Walls unterhalb des Turms abgeleitet werden.
Über das Datum der Errichtung gibt es widersprüchliche Angaben. Teilweise wird das Jahr 1456 genannt, nach anderen Quellen wurde er um 1300 erbaut. Für den 30 m hohen Befestigungsturm bürgerte sich etwa ab 1600 der Name „Kehrwiederturm“ ein.
Der Turm wurde zuletzt im Jahre 1982 renoviert und wird seitdem vom Kunstverein Hildesheim als Domizil und für Ausstellungen genutzt. Daneben bietet das Hildesheimer Standesamt Trauungen im Turm an.
Der Turm ist ein beliebtes Motiv bei Künstlern, wurde im Laufe der Zeit in verschiedenen Ansichten und Variationen dargestellt und somit auch überregional bekannt.